# Julian Teicke
Julian Teicke (* 10. Oktober 1986 in Berlin, Deutschland) ist ein deutscher Unternehmer und Mitbegründer von wefox. Außerdem ist er Investor, Mitgründer und Vorstandsmitglied mehrerer europäischer Tech-Startups.
Teicke wurde vom Capital Magazin mit der Auszeichnung „40 unter 40“ geehrt und ist Kolumnist bei Forbes. Sein geschätztes Vermögen betrug laut Manager Magazin im Jahr 2022 600 Millionen Euro.

## Bildung
Teicke machte seinen Abschluss an der John-F.-Kennedy-Schule. Danach zog er in die Schweiz, wo er 2010 an der Universität St. Gallen einen Abschluss in Betriebswirtschaftslehre machte. 2020 erhielt er die Auszeichnung „Gründer des Jahres“ der Universität St. Gallen.

## Karriere
Im Jahr 2010 spielte Julian Teicke eine aktive Rolle bei der Gründung der britischen Niederlassung von Chocri, einem Schokoladenunternehmen mit Sitz in Berlin. Im selben Jahr war er Mitbegründer der E-Commerce-Plattform DeinDeal in der Schweiz. Später wechselte er zu Groupon (UK), wo er die europäischen Verkaufsaktivitäten leitete. Anschließend war er COO von DeinDeal, bis das Unternehmen 2015 für eine ungenannte Summe an den Medienverlag Ringier verkauft wurde.
Im Jahr 2015 gründete Teicke FinanceFox, ein Unternehmen, das Kunden zunächst die Möglichkeit bot, Versicherungsverträge online zu verwalten. In den darauffolgenden Jahren erhielt das Unternehmen die Erlaubnis, Versicherungsprodukte zu verkaufen und wurde in wefox umbenannt. Vom Start im Jahr 2015 bis 2022 verdoppelte wefox seinen Jahresumsatz und erreichte im Jahr 2022 einen Umsatz von 580 Millionen US-Dollar. Es hat mehr als 3 Millionen Kunden in Österreich, Deutschland, Italien, Polen, den Niederlanden und der Schweiz. Trotz der Erfolge mehrten sich auch Kontroversen. Anfang 2024 trat Teicke nach starker Kritik als CEO von wefox zurück.
Seit 2015 ist Teicke zudem Gründer, Partner und nicht geschäftsführender Vorsitzender von The Delta.
Er erhielt den Swiss e-Commerce Award in 2013 und 2014.

## Kritik
Im Jahr 2023 wurden Julian Teicke und wefox von den Medien für ihre aggressive Übernahmestrategie kritisiert und dafür, dass die übernommenen Unternehmen die wefox-Technologie noch nicht vollständig übernommen haben.

## Freiwilligenarbeit
Im April 2020 gründete Teicke die gemeinnützige europäische Tech-Allianz Healthy Together, wobei er das Design und den Start der Corona-Warn-App unterstützte. Danach war er Mitbegründer der Luca App, die mit mehr als 40 Millionen Downloads zu den erfolgreichsten Apps in Deutschland gehört, aber auch durchweg u. a. wegen Sicherheitslücken kritisiert wurde.
Julian Teicke ist außerdem Vorstandsmitglied des Fördervereins „Die Gesellschaft der Freunde und Förderer der Stiftung Jüdisches Museum Berlin e.V.“